# 雨先案内人
雨先案内人（あめさきあんないにん）は、日本のロックバンド。

## メンバー
雨ノ地晴太郎
ボーカル、ドラム担当。
西山小雨
ボーカル、ピアノ担当。
齋藤ぽんちょ
コーラス、ベース担当。

## 元メンバー
江口さっちゃん
ボーカル、ピアノ担当。
武田駿平
ギター、コーラス担当。
コンノハルヒロ
ベース、コーラス担当。
中島元良
ドラムス、コーラス担当。

## 来歴
「雨先案内人」はもともと、雨ノ地がソロ活動の際に使用していた名義である。雨ノ地はボーカル&アコースティック・ギターとして3年ほど活動していたが、2010年6月に西山と齋藤を誘い、バンド「雨先案内人」として活動を始める。
2011年、ファーストアルバム『おいしい音楽』がタワーレコードのプッシュ・アイテムである「タワレコメン」に選出されるなど話題を集めている。
2013年、12月27日をもって、ベースの齋藤ぽんちょ、ピアノの西山小雨が脱退。以降、数回メンバーチェンジを経る。
2022年、12月21日よりピアノの西山小雨、ベースの齋藤ぽんちょが復帰。

## 音楽性
雨先案内人は自分たちのスタイルを「祭りスタイル」「みんなで唄う」と表現しており、彼らの楽曲は「聴いてて楽しくなる無邪気なサウンド」と評されている。
雨先案内人と交流が深いおとぎ話の有馬和樹は、雨先案内人の音楽について「小さな頃の自分と今の自分をギューっと抱きしめてくれる魔法みたい」と表現している。

## ディスコグラフィー

### シングル
1. おひさま / イエーイ!!（2012年2月22日）
  - 『おひさま』はファーストアルバム『おいしい音楽』からのリカット、『イエーイ!!』はセカンドアルバム『魔法のコトバ』からの先行シングルカット。
  - 『おひさま』はアニメ『男子高校生の日常』のエンディングテーマ[3]。当初、同アニメのエンディングテーマは人格ラヂオの『引き算』が使用される予定だった[6]が、人格ラヂオがタイアップを辞退した[7]ため、エンディングテーマに起用される運びとなった。

### アルバム
1. おいしい音楽（2011年10月5日）
2. 魔法のコトバ（2012年7月17日）

### ライブ会場限定音源
1. 唄はともだち（2010年10月16日）
2. 友達をつくろう（2011年2月3日）